# Empty Garden
Empty Garden (Hey Hey Johnny) (dt. „Leerer Garten“) ist ein Musiktitel des britischen Sängers und Komponisten Elton John, der Liedtext wurde von Bernie Taupin geschrieben.
Im September 1980 trat John im Central Park in New York City vor einer halben Million Menschen auf. Nach dem Konzert fand auf einem schwimmenden Museum, dem Schiff Peking, die After-Show-Party statt. Überraschend nahm daran auch John Lennon mit Yoko Ono teil und erzählte Elton John begeistert von seinem aktuellen Musikprojekt. Es sollte das letzte Mal sein, dass Elton John seinem Freund John Lennon begegnete.

## Hintergrund
Für den australischen Teil seiner Konzerttour war John gerade in Melbourne gelandet, als über Lautsprecher die Elton-John-Reisegruppe aufgefordert wurde, das Flugzeug nicht zu verlassen. Fassungslos nahm er die Nachricht von Lennons gewaltsamen Tod entgegen. Wegen seiner terminlichen Verpflichtungen in Australien war es ihm nicht möglich, nach New York zu fliegen. Daher mietete er für einen Trauergottesdienst in Melbourne die City Cathedral für die exakt gleiche Zeit, zu der sich im Central Park die Leute versammelten.
Lennon und John waren Freunde. Für Lennons 1975 geborenen Sohn Sean wurde John sogar dessen Pate. Trotzdem gelang es ihm nur mit einer Wette, Lennon zu einem gemeinsamen Auftritt während einer Tournee zu gewinnen. Der gemeinsame Auftritt fand im Madison Square Garden in New York City am 28. November 1974 während Elton Johns North American Tour 1974 statt. Es war Lennons letzter Konzertauftritt überhaupt. Der Titel des Lieds Empty Garden bezieht sich auf den Ort des Auftritts Madison Square Garden.
Nach Lennons Tod hatte John Bedenken, dass ein Lied im Gedenken des verstorbenen Beatles plump wirken würde. Als er Taupins gefühlvolle Verse las, änderte er jedoch seine Meinung und komponierte die Melodie dazu. Der Text "Can't you come out to play?" (dt.: Kannst Du nicht zum Spielen raus kommen?) zitiert Lennons Lied Dear Prudence, das mit der Zeile 'Dear Prudence, won't you come out to play?' beginnt.
Nach seiner Tournee 1982 spielte John das Lied nur sehr selten. In seiner Biographie Ich aus dem Jahr 2019 schreibt John, dass es auch Jahre später für ihn emotional zu hart sei, das Lied zu spielen, obwohl es die schönen Erinnerungen an Lennon zurückbringt, jedoch auch die Fassungslosigkeit ob des sinnlosen Verbrechens.
Später veröffentlichte John ein weiteres Lied im Gedenken an Lennon. Das Instrumentalstück The Man Who Never Died wurde 1985 als B-Seite auf die Single von Nikita gepresst und war später auf der Wiederveröffentlichung von Ice on Fire enthalten.

## Rezension
"Elton Johns Verneigung vor seinem ermordeten Freund John Lennon ist ohne Übertreibung eines seiner schönsten und ergreifendsten Lieder überhaupt."

## B-Seite
Auf der Rückseite der Single befindet sich der Titel "Take Me Down to the Ocean".

## Besetzung
- Elton John – Gesang, Elektrisches Klavier
- Richie Zito – Akustische Gitarre
- James Newton Howard – Synthesizer
- Dee Murray – Bassgitarre
- Jeff Porcaro – Schlagzeug

## Produktion
- Chris Thomas – Produzent

## Chartplatzierungen
| ChartsChartplatzierungen       | Höchstplatzierung | Wochen |
| ------------------------------ | ----------------- | ------ |
| Vereinigte Staaten (Billboard) | 13 (17 Wo.)       | 17     |
| Vereinigtes Königreich (OCC)   | 51 (4 Wo.)        | 4      |

| ChartsJahrescharts (1982)      | Platzierung |
| ------------------------------ | ----------- |
| Vereinigte Staaten (Billboard) | 76          |